# Damian Soból
Damian Rafał Soból (ur. 24 września 1988 w Przemyślu, zm. 1 kwietnia 2024 w Dajr al-Balah) – polski pracownik humanitarny zabity w Strefie Gazy przez siły izraelskie. 

## Życiorys
Był absolwentem Zespołu Szkół Gastronomicznych i Ogólnokształcących w Przemyślu oraz Państwowej Akademii Nauk Stosowanych w Przemyślu. Trenował piłkę nożną w Polonii Przemyśl.
W 2022 rozpoczął współpracę z organizacją World Central Kitchen, angażując się w działania pomocowe podczas inwazji Rosji na Ukrainę. W lutym 2023 pomagał podczas trzęsień ziemi w Turcji i Syrii, a we wrześniu 2023 służył ofiarom trzęsień ziemi w Marrakeszu-Safi w Maroku. Zginął 1 kwietnia 2024 wraz z sześcioma innymi osobami podczas dokonanego przez Siły Obronne Izraela ataku rakietowego na konwój humanitarny.
Za „wybitne zasługi w działalności na rzecz osób potrzebujących pomocy i wsparcia” został w 2024 pośmiertnie odznaczony Krzyżem Kawalerskim Orderu Odrodzenia Polski.
Po wznowieniu działalności w Strefie Gazy WCK nazwała nowy punkt żywienia na jego cześć „Kuchnia Damiana”.
Pochowany na Cmentarzu Głównym w Przemyślu.
Na początku 2025 r. ujawniono, że rząd Izraela wyklucza wypłacenie rodzinom ofiar odszkodowania.